# Kanton Saint-Estève

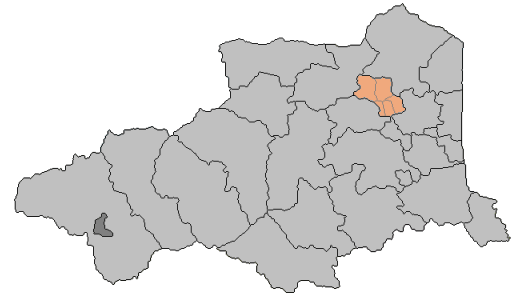
Lage im Département Pyrénées-Orientales

Der Kanton Saint-Estève war von 1985 bis 2015 ein französischer Wahlkreis im Arrondissement Perpignan, im Département Pyrénées-Orientales und in der Region Languedoc-Roussillon. Sein Hauptort war Saint-Estève.
Der Kanton war 66,63 km² groß und hatte 18.677 Einwohner (Stand 1. Januar 2012).

## Gemeinden
Der Kanton bestand aus fünf Gemeinden:
| Gemeinde              | Einwohner Jahr | Fläche km² | Bevölkerungsdichte | Code INSEE | Postleitzahl |
| --------------------- | -------------- | ---------- | ------------------ | ---------- | ------------ |
| Baho                  | 3.203 (2013)   | 7,9        | 405 Einw./km²      | 66012      | 66540        |
| Baixas                | 2.579 (2013)   | 18,91      | 136 Einw./km²      | 66014      | 66390        |
| Calce                 | 216 (2013)     | 23,77      | 9 Einw./km²        | 66030      | 66600        |
| Saint-Estève          | 11.846 (2013)  | 11,67      | 1015 Einw./km²     | 66172      | 66240        |
| Villeneuve-la-Rivière | 1.292 (2013)   | 4,38       | 295 Einw./km²      | 66228      | 66610        |

## Bevölkerungsentwicklung
| 1962  | 1968  | 1975  | 1982   | 1990   | 1999   | 2009   |
| ----- | ----- | ----- | ------ | ------ | ------ | ------ |
| 5.086 | 6.481 | 9.473 | 13.302 | 14.972 | 15.754 | 17.983 |